# Yadu (roi légendaire)
Yadu ( sanskrit : यदु ) est le fondateur de la dynastie Yadava dans l'hindouisme. Il est présenté comme le fils aîné du roi Yayati et de sa reine, Devayani.

## Légende
Selon un récit figurant dans le Mahabharata et le Vishnu Purana, Yadu aurait refusé d'échanger ses années de jeunesse avec son père, Yayati, lorsque ce dernier fut frappé de sénilité causée par une malédiction lancée par son beau-père, Shukra. Yayati se vengea et le maudit à son tour en déshéritant du royaume,. A ce tire, Yadu fut remplacé par son demi-frère, Puru, comme héritier du trône de la dynastie Chandravamsha.
Yadu a fondé sa propre branche dynastique, appelée Yaduvamsha.

## Descendance
L'Agni Purana indique que la lignée de Yadu a été pérennisée par son fils aîné, Sahasrajit. Celui-ci eut trois fils : Haihaya, Renuhaya et Haya.
Une dynastie historique appelée Traikutaka revendique une descendance de Haihaya.
Plusieurs castes et communautés de l'Inde moderne, comme les Ahirs,  Ahars ,, et Yaduvanshi Aheers , se revendiquent comme les descendants de Yadu.
De ces castes ont émergé plusieurs clans Rajput appelés Yaduvanshi Rajputs. Ce sont : Jadaun,  Bhatti  et Chudasama.

## Voir également
- Raghu
- Ikshvaku
- Bharata